# Нуль у нульовому степені

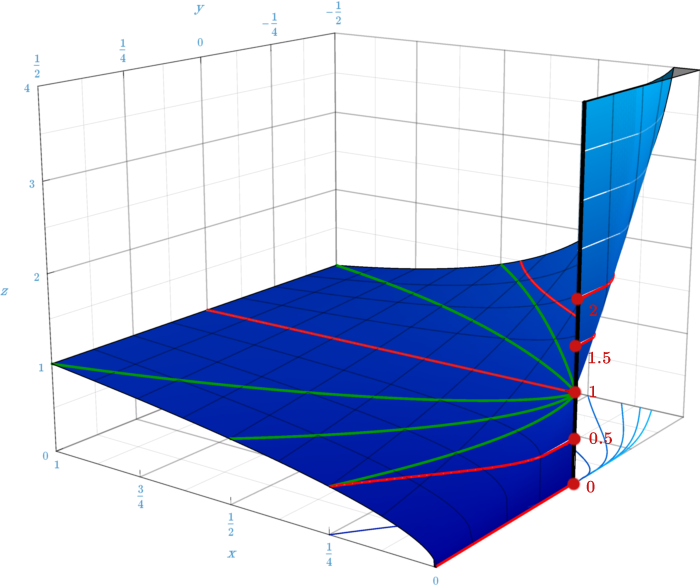
Графік функції z = x^{y} поблизу x = 0, y = 0

Вираз {\displaystyle 0^{0}} (нуль в нульовому степені) багато підручників вважають невизначеним і позбавленим сенсу. Пов'язано це з тим, що функція двох змінних {\displaystyle f(x,y)=x^{y}} в точці {\displaystyle (0,0)} має неусувний розрив. Справді, уздовж додатного напрямку осі {\displaystyle X,} де {\displaystyle y=0,} вона дорівнює одиниці, а вздовж додатного напрямку осі {\displaystyle Y,} де {\displaystyle x=0,} вона дорівнює нулю. Тому ніяка домовленість про значення {\displaystyle 0^{0}} не може дати неперервну в нулі функцію.
Деякі автори пропонують домовитись про те, що цей вираз дорівнює 1. На користь такого варіанту наводяться кілька доводів. Наприклад, розклад у ряд експоненти:
{\displaystyle e^{x}=1+\sum _{n=1}^{\infty }{\frac {x^{n}}{n!}}}
можна записати коротше, якщо прийняти {\displaystyle 0^{0}=1} :
{\displaystyle e^{x}=\sum _{n=0}^{\infty }{\frac {x^{n}}{n!}}}
(наша домовленість використовується при {\displaystyle x=0,\ n=0}).
Якщо 0 відносити до натуральних чисел, то піднесення до натурального степеня можна визначити так:
{\displaystyle a^{n}=1\cdot \underbrace {a\cdot a\cdot \ldots \cdot a} _{n},}
і тоді піднесення будь-якого числа (зокрема й нуля) до нульового степеня даватиме 1.
Інше обґрунтування домовленості {\displaystyle 0^{0}=1} спирається на «Теорію множин» Бурбакі: число різних відображень n -елементної множини в m-елементну дорівнює {\displaystyle m^{n},} при {\displaystyle m=n=0} отримуємо відображення порожньої множини в порожню, а воно єдине. Зрозуміло, це не можна вважати доведенням (домовленості не потребують доведень), тим більше що в самій теорії множин домовленість {\displaystyle 0^{0}=1} не використовується.
В будь-якому випадку домовленість {\displaystyle 0^{0}=1} чисто символічна, і вона не може використовуватися ні в алгебраїчних, ні в аналітичних перетвореннях через розривність функції в цій точці. Приклад для аналітичних обчислень: вираз {\displaystyle (a^{-1/t})^{t},} де {\displaystyle a} — довільне додатне дійсне число. При {\displaystyle t\to 0} ми отримуємо невизначеність типу {\displaystyle 0^{0},} і, якщо не відрізняти граничну форму {\displaystyle 0^{0}} (де кожен з нулів позначає прямування до нуля) і значення {\displaystyle 0^{0}} (де кожен з нулів і є нуль), можна помилково порахувати, що границя дорівнює 1. Насправді цей вираз тотожно дорівнює {\displaystyle a^{-1}.} Це означає, що нескінченно мала в нескінченно малому степені може в границі дати будь-яке значення, не обов'язково одиницю. Подібних помилок можна припуститися, якщо використовувати домовленість в алгебричних перетвореннях.

## Історія різних точок зору
Дискусія з приводу визначення {\displaystyle 0^{0}} триває, принаймні, з початку XIX століття. Багато математиків тоді приймали цю угоду, але в 1821 році Коші відніс {\displaystyle 0^{0}} до невизначеностей, таких, як {\displaystyle {\frac {0}{0}}.} У 1830-х роках Лібрі опублікував непереконливий аргумент на користь {\displaystyle 0^{0}=1} (див. Функція Гевісайда § Історія), і Мебіус став на його сторону, помилково заявивши, що {\displaystyle \lim _{t\to 0^{+}}f(t)^{g(t)}=1} щоразу, коли {\displaystyle \lim _{t\to 0^{+}}f(t)=\lim _{t\to 0^{+}}g(t)=0}. Оглядач, який підписався просто як «S», надав контрприклад {\displaystyle (e^{-1/t})^{t}}, і це трохи заспокоїло дебати. Більше історичних деталей можна знайти в книзі Кнута (1992) .
Пізніші автори інтерпретують описану вище ситуацію по-різному. Деякі стверджують, що оптимальне значення для {\displaystyle 0^{0}} залежить від контексту, і тому визначити його раз і назавжди проблематично. Згідно з Бенсоном (1999), «вибір, чи слід визначати {\displaystyle 0^{0},} ґрунтується на зручності, а не на правильності. Якщо ми утримаємося від визначення {\displaystyle 0^{0}}, то деякі твердження стають надмірно незручними. <…> Консенсус полягає у використанні визначення {\displaystyle 0^{0}=1}, хоча є підручники, які утримуються від визначення {\displaystyle 0^{0}}».
Частина математиків вважає, що {\displaystyle 0^{0}} має бути визначено як 1. Наприклад, Кнут (1992) впевнено стверджує, що {\displaystyle 0^{0}} «має бути 1», розрізняючи значення {\displaystyle 0^{0}}, яке має дорівнювати 1, як це було запропоновано Лібрі, і граничну форму {\displaystyle 0^{0}} (абревіатура для границі {\displaystyle f(x)^{g(x)}} де {\displaystyle f(x),g(x)\to 0}), яка обов'язково є невизначеністю, як зазначено Коші: «І Коші, й Лібрі мали рацію, але Лібрі та його захисники не розуміли, чому істина на їхньому боці».
Авторитетний сайт MathWorld, навівши думку Кнута, все ж констатує, що зазвичай значення {\displaystyle 0^{0}} вважається невизначеним, незважаючи на те, що домовленість {\displaystyle 0^{0}=1} дозволяє в деяких випадках спростити запис формул. Велика радянська енциклопедія та деякі інші джерела характеризують {\displaystyle 0^{0}} як вираз, що не має сенсу (невизначеність).

## Розкриття невизначеності 00
Якщо дано дві функції {\displaystyle f(x)} і {\displaystyle g(x)}, які прямують до нуля, то границя {\displaystyle f(x)^{g(x)}} в загальному випадку може бути будь-якою, таким чином, з цієї точки зору {\displaystyle 0^{0}} є невизначеністю. Для знаходження границі {\displaystyle f(x)^{g(x)}} в цьому випадку користуються методами розкриття невизначеності, як правило спочатку взявши логарифм від цього виразу: {\displaystyle \ln \left(f(x)^{g(x)}\right)=\ln {\big (}f(x){\big )}g(x)}, а потім скориставшись правилом Лопіталя.
Однак, за певних умов ця границя буде завжди дорівнювати одиниці. А саме: якщо функції {\displaystyle f} і {\displaystyle g} є аналітичними в точці {\displaystyle 0} (тобто в деякому околі точки {\displaystyle 0} збігаються зі своїм рядом Тейлора), і {\displaystyle f(0)=g(0)=0}, а {\displaystyle f(x)>0} в околі {\displaystyle (0,\delta )}, то границя {\displaystyle f(x)^{g(x)}} при {\displaystyle x} яке прямує до нуля справа дорівнює 1.
Наприклад, таким чином можна відразу переконатися, що
{\displaystyle \lim _{x\to 0^{+}}x^{x}=1,}
{\displaystyle \lim _{x\to 0^{+}}(\sin x)^{\operatorname {tg} x}=1,}
{\displaystyle \lim _{x\to 0^{+}}\left(e^{x+1}-x\right)^{x}=1.}
При цьому треба не забувати, що якщо хоча б одна з функцій не розкладається в ряд Тейлора в точці 0, то границя може бути будь-якою, або її може не існувати. Наприклад,
{\displaystyle \lim _{x\to 0^{+}}x^{a/\ln x}=e^{a},}
{\displaystyle \lim _{x\to 0^{+}}\left(e^{-1/x}\right)^{x}=e^{-1}.}

## У комп'ютерах
Стандарт IEEE 754-2008, що описує формат подання чисел з рухомою комою, визначає три функції піднесення до степеня:
- Функція для піднесення до цілого степеня: {\displaystyle \operatorname {pown} (x,y)} . Відповідно до стандарту, {\displaystyle \operatorname {pown} (x,0)=1} для будь-якого {\displaystyle x}, зокрема, коли {\displaystyle x} дорівнює нулю, NaN або нескінченності.
- Функція для піднесення до довільного степеня: {\displaystyle \operatorname {powr} (x,y)} — по суті рівна {\displaystyle \exp {\big (}y\log(x){\big )}}. Відповідно до стандарту, {\displaystyle \operatorname {powr} (\pm 0,\pm 0)} повертає значення «не число» NaN.
- Функція для піднесення до довільного степеня, яка особливо визначена для цілих чисел: {\displaystyle \operatorname {pow} (x,y)}. Відповідно до стандарту, {\displaystyle \operatorname {pow} (x,\pm 0)=1} для всіх {\displaystyle x} (так само як і {\displaystyle \operatorname {pown} (x,0)}).

У багатьох мовах програмування нуль в нульовому степені дорівнює 1. Наприклад, в C++: pow(0, 0) == 1, у мові Haskell це правильно для всіх трьох стандартних операцій піднесення до степеня: 0^0 == 1, 0^^0 == 1, 0**0 == 1.